# 조다 악바르
《조다 악바르》(Jodhaa Akbar)는 인도에서 제작된 아슈토쉬 고와리커 감독의 2008년 액션, 모험, 멜로/로맨스 영화이다. 리틱 로샨 등이 주연으로 출연하였고 아슈토쉬 고와리커 등이 제작에 참여하였다.
영화 촬영은 Karjat에서 시작되었으며 2008년 2월 15일 개봉되었다.
이 영화의 사운드트랙은 2008년 1월 19일 발매되었다.

## 출연

### 주연
- 리틱 로샨
- 아이쉬와라 라이

### 조연
- 커브허스한 카반다
- 일라 아룬

## 기타
- 미술: 니틴 찬드라칸트 데사이

## 사운드트랙
1. "Azeem-O-Shaan Shahenshah", Mohammed Aslam, Bonnie Chakraborty (5:54)
2. "Jashn-E-Bahaara", Javed Ali (5:15)
3. "Khwaja Mere Khwaja" (Lyrics: Kashif), A. R. Rahman (6:56)
4. "In Lamhon Ke Daaman Mein", Sonu Nigam, Madhushree (6:37)
5. "Mann Mohana", Bela Shende (6:50)
6. "Jashn-E-Bahaara", Instrumental (Flute: Naveen Kumar) (5:15)
7. "Khwaja Mere Khwaja", Instrumental (Oboe) (2:53)